# Leon Bailey
Leon Patrick Bailey Butler (* 9. August 1997 in Kingston als Leon Patrick Bailey) ist ein jamaikanischer Fußballspieler. Seit der Saison 2021/22 steht der Flügelspieler beim englischen Erstligisten Aston Villa unter Vertrag. Aktuell ist er an die AS Rom ausgeliehen.
Im Juni 2019 debütierte er für die A-Auswahl Jamaikas.

## Vereinskarriere

### Jugend
Leon Bailey begann in einem Highschool-Team des Kingston College in der jamaikanischen Hauptstadt mit dem Fußballspielen. Dort fiel er bereits mit seinen fußballerischen Fähigkeiten auf und erhielt als damals Zwölfjähriger bei einer Preisverleihung der Kingston & St. Andrew Football Association im Jahre 2010 Auszeichnungen als wertvollster Spieler in den Kategorien U-13, U-15 und U-17. Parallel dazu trat er auch in der von seinem Adoptivvater Craig Butler geführten Phoenix All Stars Football Academy in Erscheinung. Im Sommer 2011 wechselte er mit drei Mannschaftskollegen der Akademie, darunter sein Adoptivbruder Kyle Butler, nach Österreich zum damaligen Regionalligisten USK Anif, der im darauffolgenden Jahr vom Unternehmen Red Bull übernommen und in FC Liefering umbenannt wurde. Dort konnte er in der U-15-Mannschaft des Vereins durch seine Offensivkraft überzeugen. Bei 16 Meisterschaftseinsätzen hat er insgesamt 75 Tore erzielt, was österreichweit auffiel und ihm ein zweiwöchiges – jedoch letztlich erfolgloses – Probetraining beim SK Rapid Wien einbrachte.
Im Sommer 2013 soll Bailey durch eine gesetzliche Vertretung einen mit zwei Millionen Euro dotierten Dreijahresvertrag beim belgischen KRC Genk unterschrieben haben; da er sich jedoch illegal im Land aufhielt, wurde der Vertrag wieder annulliert. Der Wechsel nach Belgien wurde durch Baileys Stiefvater arrangiert, der in seinem Heimatland bereits eine sechsjährige Sperre absitzen musste, die erst kurz zuvor ausgelaufen war. Zudem hatte er eine Entführung in Mexiko, wo er ebenfalls tätig war, vorgetäuscht und war erst nach Monaten wieder nach Belgien zurückgekehrt, wo sich Bailey und zwei andere Spieler bisweilen als unbegleitete Minderjährige illegal aufgehalten hatten. Nach dem Aufkommen des Falls beim belgischen Arbeitsministerium traten die Spieler mit ihrem Berater die Flucht außer Landes an.
Seine weitere Karriere brachte Bailey daraufhin zum slowakischen FK AS Trenčín, bei dem er fortan ausschließlich im vereinseigenen Nachwuchs eingesetzt wurde.

### KRC Genk
Mitte August 2015 wurde er schließlich doch noch vom Erstligisten KRC Genk unter Vertrag genommen. Sein Pflichtspieldebüt gab er dabei am 21. August 2015, als er bei einer 1:3-Auswärtsniederlage gegen die VV St. Truiden in der 62. Spielminute für Siebe Schrijvers auf den Rasen kam. Insgesamt absolvierte er in seiner ersten Profisaison mit Genk 42 Pflichtspielpartien und konnte sich an 18 Toren beteiligen (sieben Tore und elf Vorlagen). Am Ende der Spielzeit 2015/16 wurde Bailey als Young Professional Footballer of the Year ausgezeichnet. Noch im Mai 2016 verlängerte er seinen Vertrag bis zum Sommer 2019. Mit seiner Mannschaft erreichte er im Endklassement den fünften Tabellenplatz und kam in der saisonabschließenden Meisterschaftsrunde auf Rang vier. Im Spiel um die Teilnahme an der zweiten Qualifikationsrunde zur UEFA Europa League 2016/17 traf er mit seiner Mannschaft auf Sporting Charleroi, wobei er sowohl im Hin- als auch Rückspiel eingesetzt wurde und im Letzteren eine Vorlage beisteuerte. Mit der Mannschaft konnte er in weiterer Folge dieses Europa-League-Play-off gewinnen und nahm daraufhin an der zweiten Qualifikationsrunde zur Europa League 2016/17 teil.
Sein Debüt im europäischen Klubfußball gab er daraufhin am 14. Juli 2016 im Hinspiel gegen den FK Budućnost Podgorica, in dem er beim 2:0-Sieg seiner Mannschaft das zweite Tor per Einwurf vorbereitete. Danach absolvierte er, von seinem Trainer Peter Maes vorwiegend als Linksaußen eingesetzt, eine erfolgreiche Qualifikation mit dem KRC Genk, wobei sich die Mannschaft nach insgesamt sechs Qualifikationsspielen für die Endrunde qualifizierte. In der Qualifikation, in der das Team keine einzige Niederlage hinnehmen musste, war Bailey in allen sechs Partien im Einsatz sowie als jeweils dreifacher Torschütze und Vorlagengeber erfolgreich. Im ersten Spiel der Gruppenphase traf Genk auf Rapid Wien, wobei er bei der 2:3-Auswärtsniederlage im Allianz Stadion beide Treffer seiner Mannschaft erzielte.

### Bayer 04 Leverkusen

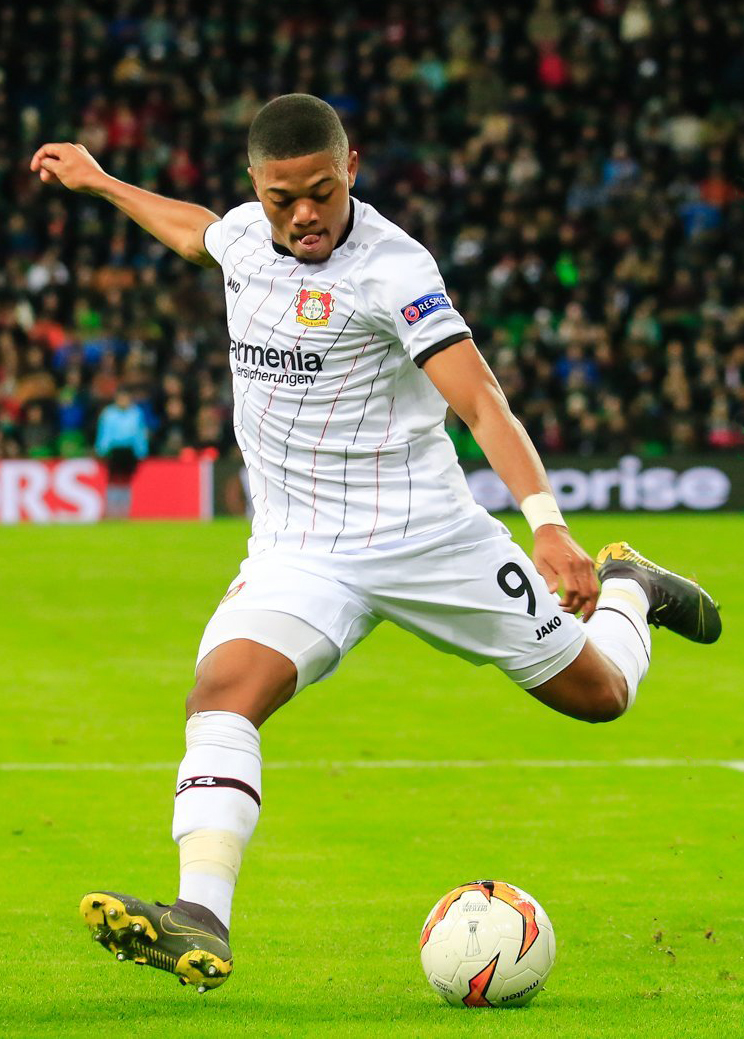
Leon Bailey als Spieler von Bayer 04, 2019

Am 31. Januar 2017 wechselte Bailey nach Deutschland zum Bundesligisten Bayer 04 Leverkusen und unterschrieb einen bis zum 30. Juni 2022 gültigen Vertrag. Sein Bundesligadebüt gab er am 3. Februar 2017 (19. Spieltag) bei der 0:1-Niederlage im Auswärtsspiel gegen den Hamburger SV mit einer Einwechslung für Admir Mehmedi in der 82. Minute. Mit seinem Treffer in der 105. Spielminute beim 3:0-Sieg n. V. gegen den Karlsruher SC in der ersten Runde des DFB-Pokals am 11. August 2017 erzielte Bailey sein erstes Pflichtspieltor für den Verein. Sein erstes Bundesligator erzielte er mit dem 1:1-Endstand im Auswärtsspiel beim FC Schalke 04 am 29. September 2017 (7. Spieltag), nachdem er zu Beginn der zweiten Halbzeit für Karim Bellarabi eingewechselt worden war. Die Saison 2017/18 beendete Bailey mit Leverkusen auf dem fünften Rang und spielte in der Saison 2018/19 mit der Werkself in der Europa League.
Mitte August 2018 verlängerte Bailey seine Vertragslaufzeit in Leverkusen vorzeitig bis Mitte 2023.

### Aston Villa und Leihe nach Rom
Bailey wechselte Anfang August 2021 nach 156 Pflichtspielen für Bayer 04 nach England zu Aston Villa. Beim Verein, der in der Premier League antritt, erhielt er einen Vertrag über vier Saisons bis Mitte 2025. Im August 2025 wurde er inklusive Kaufoption an die AS Rom ausgeliehen.

## Nationalmannschaft
Bailey spielte einmal für die U23-Auswahl des jamaikanischen Fußballverbands: Im März 2015 wurde er im Spiel gegen die Cayman Islands – das Jamaika 4:0 gewann – in der zweiten Halbzeit eingewechselt und erzielte durch einen Freistoß aus etwa 20 Metern ein Tor.
Nominierungen für die A-Nationalmannschaft habe Bailey lange aufgrund von persönlichen Problemen mit dem jamaikanischen Fußballverband abgelehnt. Im Oktober 2018 erklärte Bailey, doch zukünftig für Jamaika spielen zu wollen. Kurz vor einem möglichen Debüt in einem Pflichtspiel relativierte er die Entscheidung insofern, dass er als Bedingung für ein Auflaufen für die jamaikanische A-Auswahl eine ebensolche Nominierung für seinen Bruder Kyle erwarte. So brauche er Spieler an seiner Seite, auf die er sich verlassen könne.
Tatsächlich wurde Bailey für den im Juni und Juli 2019 stattfindenden CONCACAF Gold Cup, bei dem Jamaika neben Costa Rica und den Vereinigten Staaten Co-Ausrichter war, in den Kader der Nationalmannschaft nominiert. Bereits im ersten Gruppenspiel am 17. Juni 2019 gegen Honduras kam er zu seinem Debüt für die A-Auswahl. Beim 3:2-Sieg seiner Mannschaft wurde er in der Startformation aufgeboten und über die gesamte Spielzeit eingesetzt. Jamaika scheiterte im Halbfinale an der Auswahl der USA. Bailey spielte nur im dritten Gruppenspiel nicht für seine Mannschaft und beteiligte sich mit einer Torvorlage an deren Erfolg.

## Persönliches
Bailey wurde im August 1997 in Kingston geboren. Einige Jahre später adoptierte ihn Craig Butler – ein jamaikanischer Geschäftsmann, der in seiner Heimat die Phoenix All Stars Football Academy gegründet hatte. Nach der Adoption nahm Leon den Familiennamen seines Stiefvaters in seinen auf. Er ist Vater eines im Juni 2020 geborenen Sohnes. Sein Stiefbruder, Kyle Butler, spielte gemeinsam mit Bailey mindestens von 2011 bis 2013 sowie von 2016 bis 2017 in denselben Vereinen, wobei beide nie gemeinsam ein Profispiel bestritten.
Am 2. April 2017 geriet Bailey in einem Café in Genk in eine verbale Auseinandersetzung mit dem belgischen Boxer Atif Tanriseven Ribera. Bailey hatte Tanriseven zuvor in einem Fitnessstudio beim Schattenboxen gefilmt, das Video via Snapchat ins Internet gestellt und ihn einen „Clown“ genannt. Tanriseven seinerseits drohte Bailey bei einer Wiederholung mit Gewalt. Bayer 04 Leverkusen kritisierte Baileys Verhalten.

## Auszeichnungen
- VDV-Newcomer der Saison: 2017/18
- Mitglied der VDV 11: 2017/18